# Zosterops erythropleurus
El anteojitos flanquirrufo (Zosterops erythropleurus) es una especie de ave paseriforme de la familia Zosteropidae nativa de todo el este y sudeste de Asia continental.

## Descripción
Mide 10.5 cm de largo. Posee unos parches castaños en sus laterales. La base de su pico y la mandíbula inferior son de un tono rosado. Sus partes inferiores son blancuzcas. 

## Distribución geográfica y hábitat
Se lo encuentra en Camboya, China, Hong Kong, Corea del Norte, Corea del Sur, Laos, Myanmar, Siberia, Tailandia y Vietnam. Es una especie migratoria que se reproduce en el norte de China y sudeste de Siberia y migra al sureste de Asia en invierno. Es la especie más migratoria de todos los anteojitos. Anida en bosques de álamo, aliso y sauce, matorrales y arboledas, y pasa el invierno en bosques caducifolios y de hoja perenne, por lo general en cotas por encima de los 1000 m s. n. m.